# Isser
Isser är en ort i Algeriet.   Den ligger i provinsen Boumerdès, i den norra delen av landet, 60 km öster om huvudstaden Alger. Isser ligger 66 meter över havet och antalet invånare är 17 953.
Terrängen runt Isser är kuperad söderut, men norrut är den platt.Runt Isser är det tätbefolkat, med 331 invånare per kvadratkilometer. Närmaste större samhälle är Boumerdès, 17,9 km väster om Isser. Trakten runt Isser består till största delen av jordbruksmark.